# Îlot Goldfield
L’îlot Goldfield ou îlot M'boa est une îlot de Nouvelle-Calédonie appartenant administrativement à Païta.